# Liste des comtes du Perche
Le comté du Perche est issu de l'union de deux seigneuries : celle de Mortagne-au-Perche, et celle de Nogent-le-Rotrou. Les seigneurs de Mortagne furent parfois qualifiés de comtes, mais pas de manière systématique.
Ce fut le comte Geoffroy de Mortagne qui adopta le titre de comte du Perche, à la fin du XIe siècle. À la mort de l’évêque Guillaume du Perche, en 1226, le comté fut réuni à la Couronne. Plus tard il fut donné en apanage à des princes du sang.

## Seigneurs (comtes) de Mortagne
- Hervé Ier, comte, seigneur de Mortagne, vers 941 et 955 (le prénom Hervé indique une probable origine Rorgonide)
- Hervé II, parent (fils) du précédent, comte, seigneur de Mortagne, vers 974 et 980 ; probable frère d'Hildegarde et oncle maternel d'Hugues Ier et Fulcois de Châteaudun ci-dessous

## Seigneurs (comtes) de Nogent (famille des Rotrou)
- Rotrou Ier, comte de Nogent, de 960 à 996
- Mélisende, comtesse de Nogent, fille du précédent, mariée à Fulcois de Châteaudun  (sans doute fils et frère des vicomtes Geoffroy Ier et Hugues Ier de Châteaudun ; comte de Mortagne, sans doute par sa mère Hildegarde, probable sœur ou du moins parente d'Hervé II ci-dessus)

## Seigneurs (comtes) de Mortagne et de Nogent

### Maison de Châteaudun(avec sans doute une origineRorgonide)
- Fulcois (de Châteaudun), v. 1000, sans doute un parent (neveu) d'Hervé II : la mère de Fulcois serait Hildegarde de Mortagne, sœur d'Hervé II, femme et mère des vicomtes de Châteaudun Geoffroy Ier et Hugues Ier ; Fulcois épouse Mélisende de Nogent ci-dessus ; il est sans doute un parent (frère cadet) d'Hugues Ier de Châteaudun archevêque de Tours en 1003, donc un fils cadet de Geoffroy Ier de Châteaudun
- Geoffroy Ier, son fils, vicomte de Châteaudun (Geoffroy II en 1003, en héritage de son oncle paternel le vicomte-archevêque Hugues Ier), seigneur de Nogent et de Mortagne, mort avant 1041, époux d'Helvide de Nogent et Pithiviers
- Hugues Ier, vicomte de Châteaudun (Hugues II), seigneur de Nogent, comte de Mortagne, mort vers 1077-1080
- Rotrou II, son frère cadet, vicomte de Châteaudun (Rotrou Ier), seigneur de Nogent, comte de Mortagne, mort vers 1077-1080, mari d'Adèle fille de Guérin de Bellême de Domfront

## Comtes du Perche

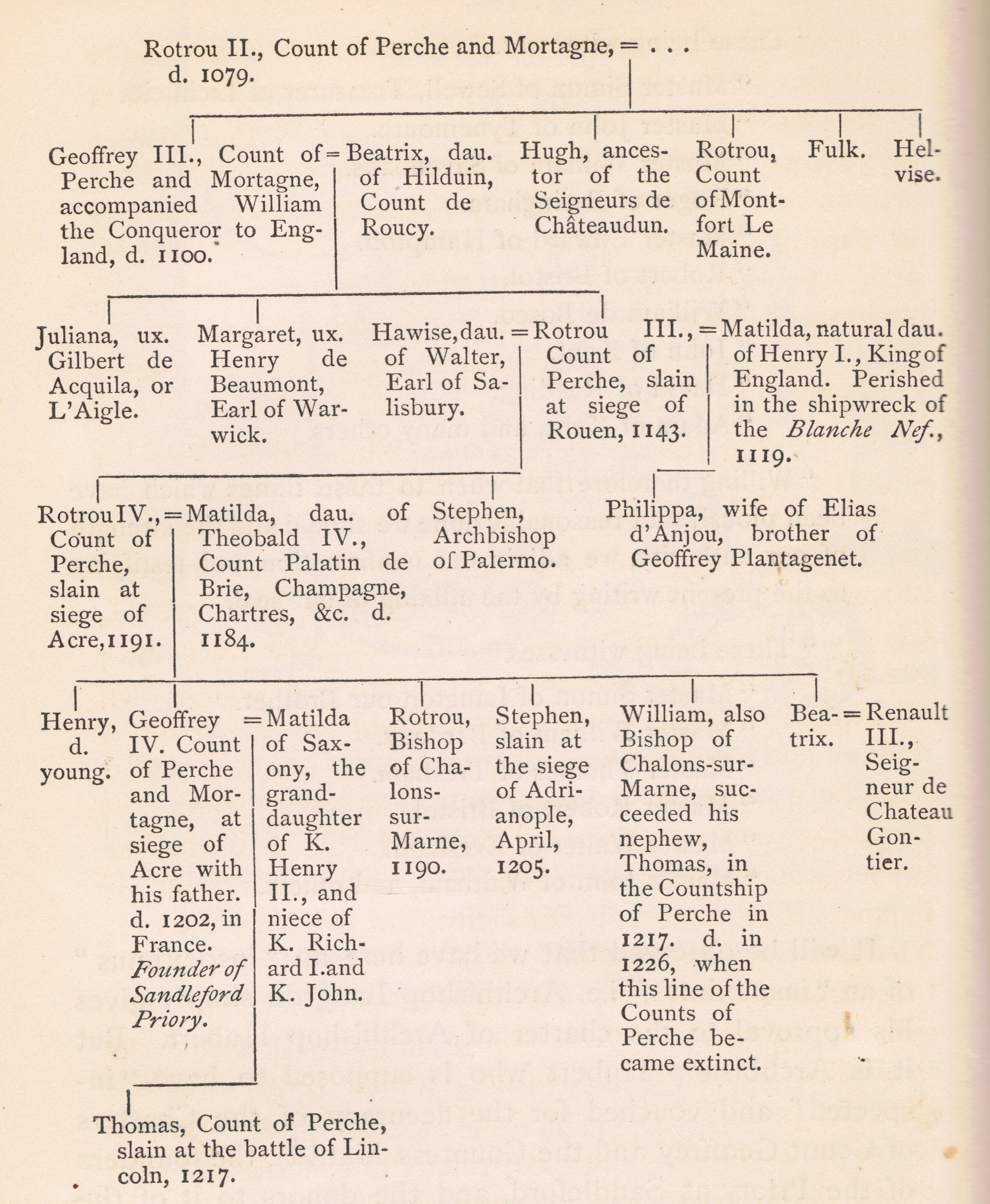
Arbre généalogique possible des comtes du Perche (1887).

d'argent aux trois chevrons de gueules

- Geoffroy II, fils du précédent, comte de Mortagne, mort 1100, époux de Béatrice fille d'Hilduin IV de Montdidier comte de Roucy. Les comtes du Perche et les vicomtes de Châteaudun se séparent alors, car son frère cadet Hugues III continue les vicomtes de Châteaudun, alors que leur benjamin Rotrou poursuit les seigneurs de Montfort-le-Rotrou
- Rotrou III dit « Le Grand », son fils, comte de Mortagne et du Perche (en 1126), mort en 1144. D'une première femme inconnue, il a Béatrice qui épouse Renaud IV de Château-Gontier
- Rotrou IV, comte du Perche, mort 1191, fils de Rotrou le Grand (et de sa deuxième femme, Mathilde, fille illégitime du roi d'Angleterre Henri Ier Beauclerc ? ou plutôt de sa troisième femme Harvise d'Evreux) ; mari de Mathilde de Blois-Champagne fille de Thibaud IV
- Geoffroy III, son fils, comte du Perche, mort 1202, mari de Mathilde de Saxe, nièce de Richard Cœur-de-Lion et fille d'Henri le Lion
- Thomas, son fils, comte du Perche, mort 1217
- Guillaume II, fils de Rotrou IV et oncle du précédent, évêque de Châlons-en-Champagne, comte du Perche, mort en 1226
- Jacques de Château-Gontier, issu de Béatrice et Renaud ci-dessus et plus proche héritier, doit se contenter de Nogent-le-Rotrou, qu'il doit céder vers 1257 à Saint Louis.

### Généalogie
Voir celles de la maison du Maine et de la Maison de Châteaudun, ainsi que la famille de Rotrou.

### Apanage capétien
- Pierre Ier, 5e fils de Saint Louis reçoit en apanage le comté d'Alençon augmenté d'une partie du comté du Perche, (mort en avril 1283).
- Charles de Valois, frère de Philippe IV le Bel, fut apanagé, entre autres, des comtés d'Alençon et du Perche
- Charles II d'Alençon, devient comte d'Alençon et du Perche en 1326, mort en 1346.
- Robert, cadet des comtes d'Alençon, reçoit le comté du Perche, mort en 1377